# Andrzej Mularczyk

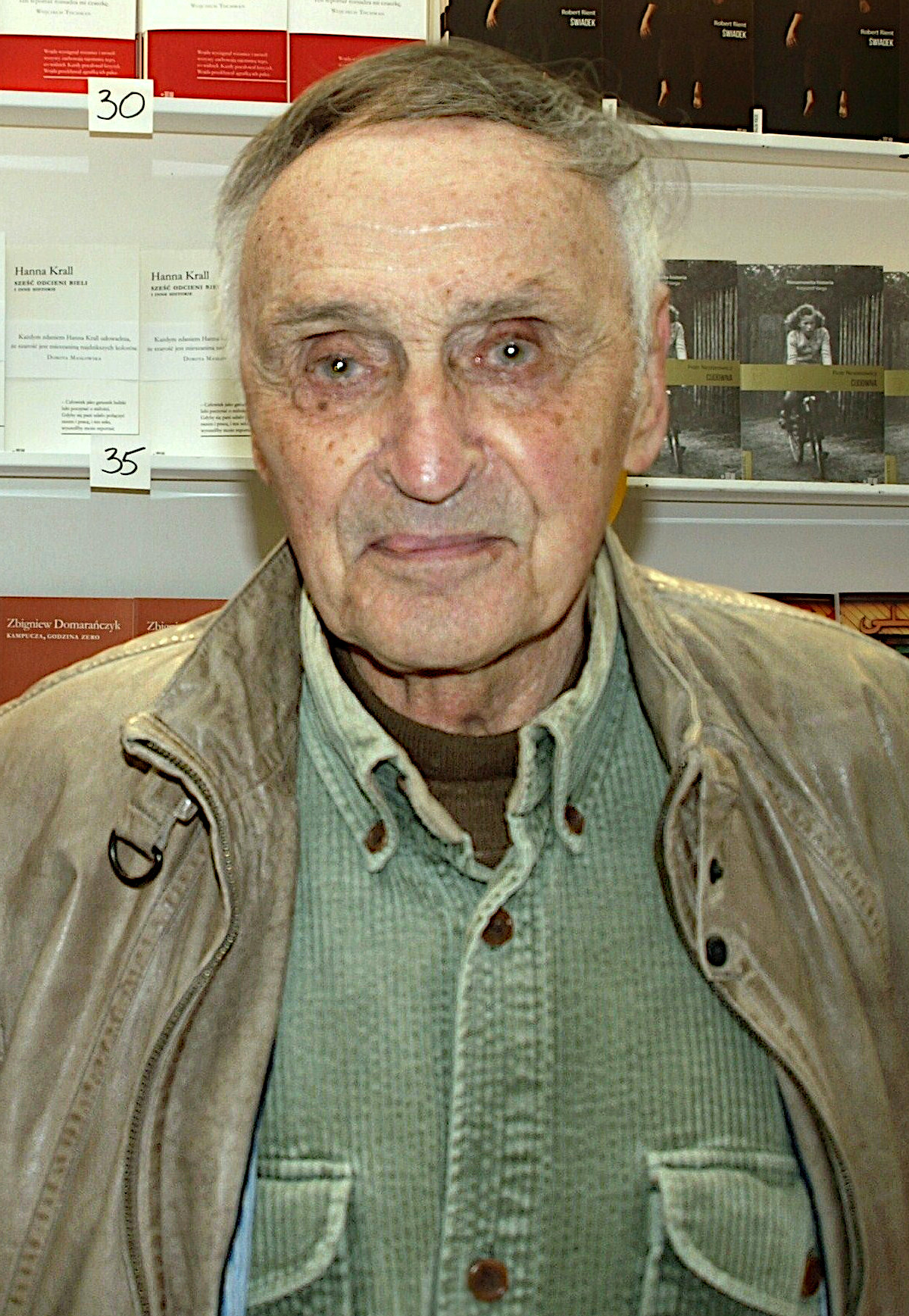
Andrzej Mularczyk

Andrzej Edward Mularczyk (sinh ngày 13 tháng 6 năm 1930 tại Warsaw) là một nhà văn, nhà biên kịch, phóng viên và tác giả của nhiều kịch phát thanh người Ba Lan.
Năm 1955, Andrzej Mularczyk tốt nghiệp Khoa Báo chí của Đại học Warsaw. Cũng từ năm này, ông bắt đầu làm việc tại Đài phát thanh Ba Lan. Trong giai đoạn 1970-1977, Andrzej Mularczyk làm giám đốc văn học cho đoàn phim Iluzjon.

## Giải thưởng
- 1989 – Giải thưởng Prix Italia ở hạng mục "Hư cấu" cho kịch bản của kịch truyền thanh Z głębokości wód
- 1996 – Giải thưởng Prix Italia ở hạng mục "Hư cấu" cho kịch bản của kịch truyền thanh Cyrk odjechał, lwy zostały
- 2005 – Diamentowy Mikrofon (Microphone Kim cương)

## Thành tích nghệ thuật

### Kịch bản
- 1958: Miasteczko
- 1964: Przerwany lot
- 1966: Ktokolwiek wie...
- 1967: Sami swoi
- 1967: Julia, Anna, Genowefa...
- 1971: Jeszcze słychać śpiew i rżenie koni...
- 1971: Na przełaj
- 1973: Sobie król
- 1973: Droga
- 1974: Nie ma mocnych
- 1974: Cień tamtej wiosny
- 1974: Głowy pełne gwiazd
- 1975: Niespotykanie spokojny człowiek
- 1976: Ostatnie takie trio
- 1977: Kochaj albo rzuć
- 1978: Rodzina Połanieckich
- 1978: Wielki podryw
- 1980-2000: Dom
- 1982: Wyjście awaryjne
- 1982: Jest mi lekko
- 1983: Marynia
- 1986: Rykowisko
- 1988: Pięć minut przed gwizdkiem
- 1988: Cesarskie cięcie
- 1989: Goryl, czyli ostatnie zadanie...
- 1994: Jest jak jest
- 1999: Wrota Europy
- 2004: Cudownie ocalony
- 2007: Katyń - cùng Andrzej Wajda
- 2016: Afterimage